# Tomás Díez
Tomás Díez Ladera (Caracas, 1982) es un urbanista venezolano especializado en fabricación digital.

## Biografía
Tomás Díez es licenciado en Planificación Urbana por la Universidad Simón Bolívar de Venezuela, máster en Arquitectura Avanzada en el  Instituto de Arquitectura Avanzada de Cataluña (IAAC) y diplomado en fabricación digital por Fab Academy ofrecido por la red mundial de Fab Labs y el Centro de Bits y Átomos del Instituto Tecnológico de Massachussets (MIT).
Sus intereses de investigación se relacionan con el uso de herramientas de fabricación digital para transformar la realidad, y cómo el uso de las nuevas tecnologías pueden cambiar la forma en que consumimos y producimos, cómo nos relacionamos como personas y las implicaciones en los modelos de las ciudades futuras. Es profesor permanente en el Instituto de Arquitectura Avanzada de Cataluña (IAAC), y uno de los iniciadores de la Fab Lab Barcelona, que actualmente (2017) dirige. Trabaja como colaborador con la Fab Foundation y el MIT en el desarrollo de la Red Fab Lab en todo el mundo. Es cofundador de los proyectos «Smart Citizen» y «StudioP52» en Barcelona, y es consultor para el desarrollo de Fab Labs en la misma ciudad.